# Karl Fanta

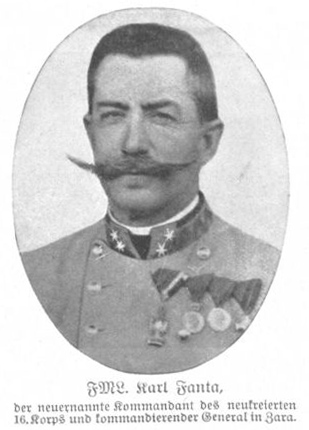
Bildnis von General Karl Fanta (1851–1937), aus der Österreichischen Illustrierten Zeitung vom 17. Oktober 1909

Karl Borromäus Joseph Julius Wenzl Fanta (* 12. August 1851 in Saaz; † 11. April 1937) war ein österreichischer General und Kommandeur der Festungen Zara und Ragusa.

## Leben

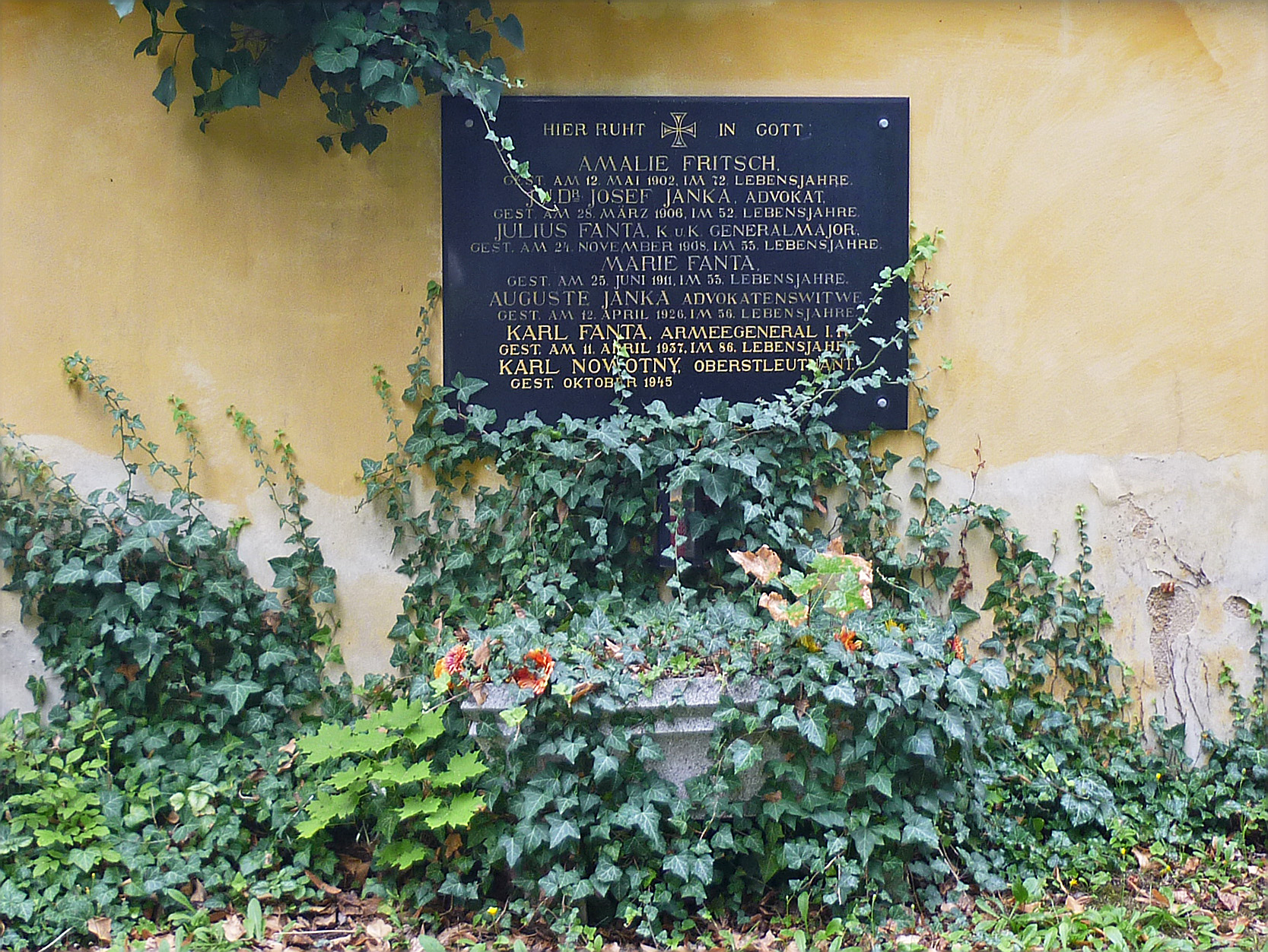
Grab von General Karl Fanta in Saaz

Fanta wurde 1851 als Sohn des k.k. Hauptmanns und späteren Majors Karl Fanta und dessen Frau Anna Fritsch geboren. Die Großmutter mütterlicherseits Agatha Fritsch geb. Titlbach war eine Tante des Saazer Bürgermeisters und Landtagsabgeordneten Hubert Titlbach.
Nach dem Besuch der Schule trat er als Kadett in den k.k. Militärdienst ein. Bereits mit 21 Jahre wurde er zum Leutnant befördert und diente ab 1888 im Generalstab. Für seinen Einsatz wurde er innerhalb kurzer Zeit mehrfach befördert und ausgezeichnet. In seiner Heimatstadt Saaz übernahm er das Patronat für den neu gegründeten Militär-Verein Saaz. 1909 wurde Fanta Regimentskommandant von Zara. 1911 trat er, inzwischen Kommandierender General der Festung Ragusa, einen längeren Urlaub an und ließ sich schließlich in den Ruhestand versetzten. Seinem Gesuch wurde durch Kaiser Franz Joseph I. stattgegeben und als Zeichen der Anerkennung wurde ihm der Orden der Eisernen Krone I. Klasse verliehen.
Fanta starb 1937 und wurde auf dem Friedhof in Saaz beerdigt. Das Grab existiert noch.

## Dienstgrade
- 1872 Leutnant
- 1877 Oberleutnant
- 1888 Major
- 1893 Oberstleutnant
- 1894 Oberst
- 1900 Generalmajor
- 1905 Feldmarschallleutnant
- 1910 Feldzeugmeister

## Auszeichnungen
- Ritterkreuz des Franz-Joseph-Ordens, 1893
- Militärverdienstkreuz, 1898
- Ritterkreuz des Leopoldordens, 1907
- Orden der Eisernen Krone 1. Klasse, 1911